# Francisco García Calderón
Francisco García Calderón (Arequipa; 18 de Abril de 1834 — Lima; 21 de Setembro de 1905) foi um político, tendo sido Presidente do Peru de 12 de Março de 1881 a 28 de Setembro de 1881.